# Oribiky
Oribiky est une société française proposant la location de vélos électriques en libre-service sur la région parisienne. Le service est lancé en décembre 2018,,,,.

## Principe
Oribiky est un service de location de vélos à assistance électrique en libre-service à Paris et en première couronne.
L'application mobile disponible sur iOS et Android permet de géolocaliser les vélos disponibles et de les déverrouiller.
Les vélos empruntés sont à rendre dans une zone bien précise de stationnement pour vélos ou 2 roues, délimitée sur l'application,. Les dirigeants de la société définissent leur service comme étant du « semi-floating ».
Oribiky propose de se faire livrer un vélo près de chez soi.
Plusieurs options tarifaires avec et sans abonnement sont proposées aux clients.

## Histoire
Le siège social de la société est basé à Stains.
Toutes les personnes chargées de la maintenance des vélos sont issues de l'insertion professionnelle.
En septembre 2019, l'entreprise annonce son retrait de Paris pour s'installer à Nice après un accord avec Transdev et la municipalité,,.